# Jolanda Neffová
Jolanda Neffová (* 5. ledna 1993 St. Gallen) je švýcarská cyklistka jezdící závody v cyklokrosu a na horských kolech za tým Trek Factory Racing. V srpnu 2021 vyhrála zlatou medaili v cross-country žen na letních olympijských hrách v Tokiu.

## Kariéra
V letech 2012, 2013 a 2014 se Neffová stala mistryní světa v cross-country do 23 let. V letech 2015 a 2016 vyhrála Světový pohár horských kol. V roce 2017 se stala mistryní světa v cross-country v elitní kategorii.
V červnu 2015 vyhrála Neffová pro Švýcarsko zlatou medaili v ženském cross-country na historicky prvních Evropských hrách v Baku. Později téhož roku vyhrála silniční na švýcarském národním šampionátu.
Na Mistrovství světa horských kol 2016 Neffová vyhrála maraton. V roce 2018 získala titul v cross-country na Mistrovství Evropy horských kol, které se konalo ve skotském Glasgow.
V říjnu 2018 Neffová oznámila, že bude v sezóně 2019 jezdit za tým Trek–Segafredo závody na silnici a za tým Trek Factory Racing závody v cyklokrosu a na horských kolech.
V červenci 2021 získala Neffová zlatou medaili v cross-country žen na letních olympijských hrách v Tokiu. Díky ní a jejím krajankám Sině Freiové a Lindě Indergandové, které dojely druhá a třetí, získalo Švýcarsko poprvé od roku 1936 na olympiádě všechny tři medaile v jedné disciplíně.

## Osobní život
Od roku 2018 je Neffová ve vztahu s americkým downhillerem Lucou Shawem.

## Hlavní výsledky

### Horská kola
2012
Mistrovství světa
 vítězka cross-country do 23 let
 2. místo eliminátor
Mistrovství Evropy
 vítězka cross-country do 23 let
Národní šampionát
 vítězka eliminátoru
 vítězka cross-country do 23 let
BMC Racing Cup
2. místo Basilej–Muttenz
Světový pohár do 23 let
3. místo celkově
2013
Mistrovství světa
 vítězka cross-country do 23 let
 2. místo eliminátor
Národní šampionát
 vítězka eliminátoru
Mistrovství Evropy
 2. místo týmová štafeta
BMC Racing Cup
3. místo Gräninchen
2014
Mistrovství světa
 vítězka cross-country do 23 let
 2. místo eliminátor
Národní šampionát
 vítězka cross-country
2. místo eliminátor
Světový pohár
 celková vítězka
vítězka Pietermaritzburg
vítězka Mont-Sainte-Anne
vítězka Méribel
3. místo Albstadt
BMC Racing Cup
vítězka Buchs
vítězka Lugano–Tesserete
vítězka Gränichen
vítězka Lenzerheide
vítězka Basel–Muttenz
Mistrovství Evropy
 2. místo cross-country do 23 let
2015
Mistrovství Evropy
 vítězka cross-country
 2. místo maraton
Evropské hry
 vítězka cross-country
Světový pohár
 celková vítězka
vítězka Nové Město
vítězka Albstadt
vítězka Mont-Sainte-Anne
2. místo Windham
2. místo Trentino
BMC Racing Cup
vítězka Schaan
vítězka Lugano–Tesserete
vítězka Solothurn
vítězka Gränichen
2016
Mistrovství světa
 vítězka maratonu
Mistrovství Evropy
 vítězka cross-country
 vítězka týmové štafety
Národní šampionát
 vítězka cross-country
2017
Mistrovství světa
 vítězka cross-country
 vítězka týmové štafety
Národní šampionát
 vítězka cross-country
2018
Mistrovství světa
 vítězka týmové štafety
Mistrovství Evropy
 vítězka cross-country
Národní šampionát
 vítězka cross-country
Světový pohár
 celková vítězka
vítězka Albstadt
3. místo Val di Sole
Švýcarský pohár
vítězka Gräninchen
vítězka Andermatt
2. místo Schaan
vítězka Internacionales Chelva
2019
Mistrovství světa
 2. místo cross-country
Světový pohár
2. místo celkově
2. místo Albstadt
2. místo Vallnord
2. místo Les Gets
2. místo Val di Sole
2020
Národní šampionát
 vítězka cross-country
Švýcarský pohár
2. místo Leukerbad
2021
Olympijské hry
 vítězka cross-country
Národní šampionát
 vítězka cross-country
Internazionali d’Italia Series
vítězka Andora Race Cup
2. místo Copa Catalana Internacional BTT
Světový pohár
3. místo Leogang
3. místo Lenzerheide

### Silniční cyklistika
2015
Národní šampionát
 vítězka silničního závodu

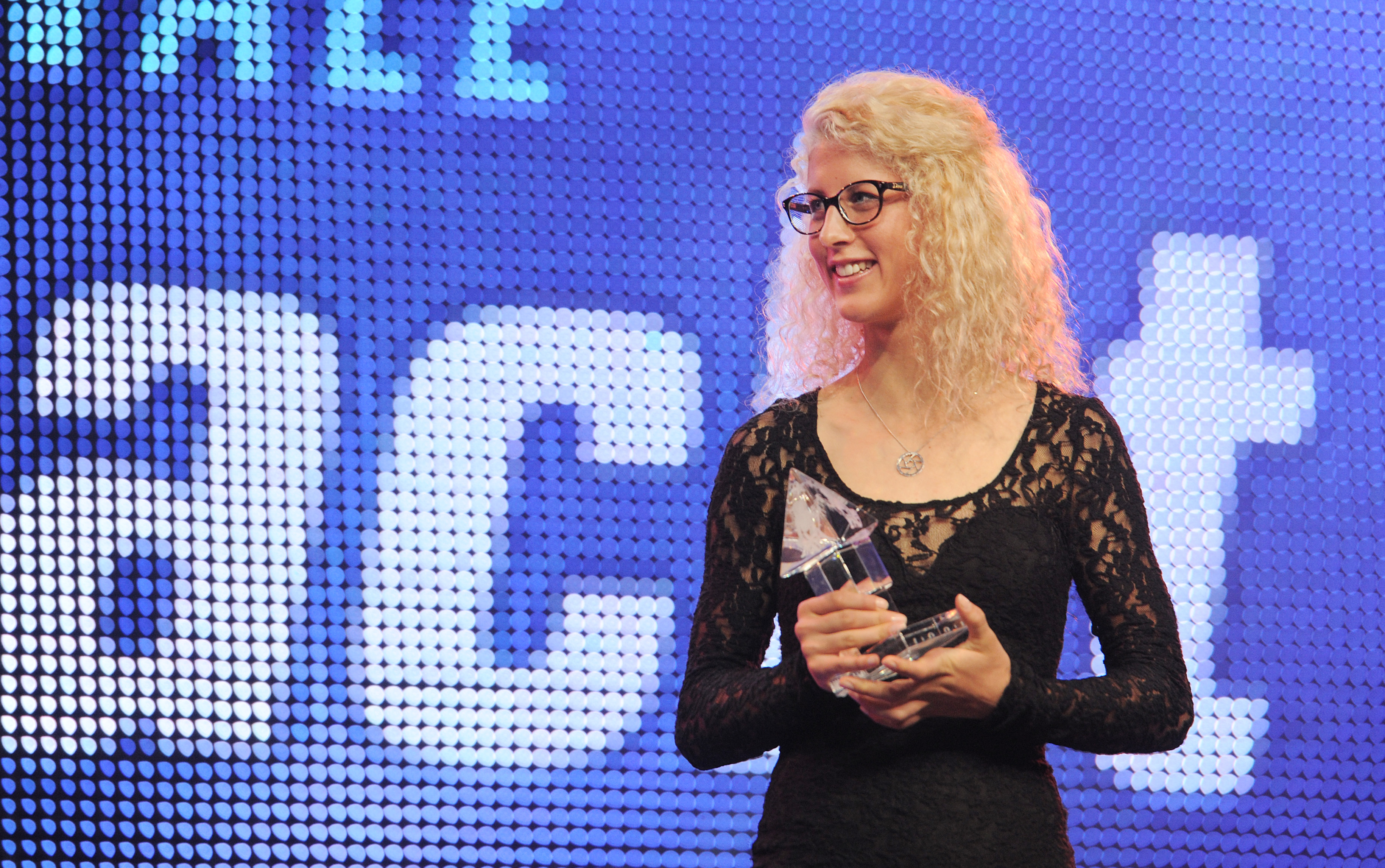
Neffová v roce 2014.

4. místo Giro dell'Emilia Internazionale Donne Elite
6. místo Trofeo Alfredo Binda-Comune di Cittiglio
Mistrovství světa
9. místo silniční závod
2016
Tour de Pologne
 celková vítězka
vítězka bodovací soutěže
vítězka sprinterské soutěže
vítězka 1. a 3. etapy
3. místo Trofeo Alfredo Binda-Comune di Cittiglio
Olympijské hry
8. místo silniční závod
10. místo Valonský šíp
2018
Národní šampionát
 vítězka silničního závodu
2020
Národní šampionát
4. místo časovka

### Cyklokros
2017–2018
EKZ CrossTour
vítězka Bern
vítězka Meilen
2. místo Eschenbach
2018–2019
 vítězka národního šampionátu
DVV Trophy
vítězka Grand Prix Sven Nys
EKZ CrossTour
vítězka Meilen
2019–2020
vítězka Trek Cup
UCI World Cup
2. místo Waterloo
2021–2022
vítězka Trek Cup